# National Taiwan University of Science and Technology
National Taiwan University of Science and Technology (kinesiska: 國立臺灣科技大學), NTUST, Taiwan Tech (臺科大), är ett statligt universitet i Taipei, Taiwan. 